# Lila amarg
El "lila amarg" és un color que es podria descriure com una barreja subtil entre un to de lila o lavanda i un matís grisenc o apagat. El seu nom suggereix un matís una mica ombrívol o més subtil en comparació amb un lila o lavanda més brillant i fresc.

Visualment, el lila amarg té una suavitat etèria, però se sent lleugerament malenconiós o introspectiu a causa de la influència dels tons grisos o beix que el suavitzen. Pot evocar una sensació de serenitat i calma, però amb una qualitat una mica més reservada o trista. Aquest color no és tan vibrant ni tan alegre com un lila pur, sinó que transmet una sensació de quietud, nostàlgia o fins i tot cert esvaïment, com si estigués lleugerament desaturat.
És ideal per crear ambients suaus, de relaxació, però també amb una lleugera càrrega emocional que convida a la reflexió. En disseny d'interiors, per exemple, el lila amarg es podria fer servir per a espais tranquils o de descans, però on es busca un toc més complex i profund que el color pastís tradicional.